# آر.دبلیو.دی ۱
آر. دبلیو. دی ۱ (به انگلیسی: RWD_1) یک هواگرد از نوع ورزشی ساخت شرکت دانشگاه صنعتی ورشو است. هواگرد آر. دبلیو. دی ۱ نخستین پروازش را در September 1928 میلادی انجام داد. این هواگرد در سال ۱۹۲۸ میلادی رسماً معرفی گردید. در مجموع، تعداد ۱ فروند از این هواگرد ساخته شده‌است.
طراح این هواگرد، آر دبلیو دی بود.